# IV (X.Y.Z.→Aのアルバム)
『IV』（フォー）は、X.Y.Z.→Aの4枚目のアルバム。2003年6月4日にリリースされた。

## 解説
X.Y.Z.→Aの”Ⅳ作目”のアルバム。
同アルバムの帯には「遂に辿り着いた、約束の地。」と記されている。
プロデューサーとして、BOWWOWの山本恭司が参加した。

## 収録曲
1. Power Game
作詞 / 作曲：二井原実
2. So Bad!Big Time!
作詞 / 作曲：二井原実
3. Long Way
作詞 / 作曲：二井原実
4. Chasing Shadows
作詞：二井原実 / 作曲：ファンキー末吉
5. Suspirium
作詞：二井原実 / 作曲：橘高文彦
6. Ready For Thunder
作詞：二井原実 / 作曲：山本恭司
7. Open Your Heart
作詞：二井原実 / 作曲：橘高文彦
8. Tomorrow
作詞 / 作曲：二井原実
9. Can’t Get Started
作詞 / 作曲：二井原実
10. Why Don’t Ya Rock And Roll
作詞：二井原実 / 作曲：ファンキー末吉
11. Go On!
作詞 / 作曲：二井原実
12. Promised Land
作曲：橘高文彦